# Chondracanthus ornatus
Chondracanthus ornatus är en kräftdjursart som beskrevs av T. Scott 1900. Chondracanthus ornatus ingår i släktet Chondracanthus och familjen Chondracanthidae. Inga underarter finns listade i Catalogue of Life.